# Modiolus
Modiolus, conocido comúnmente como mejillones, es un género de moluscos bivalvos marinos de la familia Mytilidae; son de tamaño mediano.

## Especies
Las especies del género Modiolus son:
- Modiolus adriaticus (Lamarck, 1819)
- Modiolus americanus (Leach, 1815) - Mejillón americano
- Modiolus barbatus (Linnaeus, 1758) - Mejillón barbudo
- Modiolus capax (Conrad, 1837) - Mejillón huaquilla
- Modiolus carpenteri (Soot-Ryen, 1963) - Mejillón californiano
- Modiolus demissus
- Modiolus eiseni (Strong y Hertlein, 1937) - Mejillón de profundidad
- Modiolus modiolus (Linnaeus, 1758) - Mejillón barbudo
- Modiolus neglectus (Soot-Ryen, 1955)
- Modiolus phaseolinus
- Modiolus rectus (Conrad, 1837) - Mejillón gigante
- Modiolus sacculifer (S. S. Berry, 1953)